# فوندي الإيطالية في البنية التحتية
فوندي الإيطالية في البنية التحتية (F2i) (SGR) هي أكبر مدير مستقل لصناديق البنية التحتية في إيطاليا ، حيث تبلغ الأصول الخاضعة للإدارة حوالي 5 مليارات يورو. تدير حاليًا ثلاثة صناديق: صندوق F2i الثاني (1.24 مليار يورو ، تستحق في عام 2024) ، والصندوق الثالث F2i (تمويل 3.6 مليار يورو ، يستحق في عام 2030) وصندوق أنيا F2i (الصندوق الرابع). تم إغلاق الصندوق الأول بنجاح في ديسمبر 2017.

## روابط خارجية
- الموقع الرسمي